# Miss Earth-versenyzők listája
A listák tartalmazzák a Miss Earth szépségversenyen 2001-től, a verseny kezdete óta részt vevő országok és versenyzőik nevét és elért helyezéseit, díjait. További információként pedig azt, hogy milyen egyéb jelentős nemzetközi versenyen vettek részt.
Rövidítések:
- MU – Miss Universe
- MW – Miss World
- MI – Miss International
- MEu – Miss Európa

## 2001
| Ország                  | Név                                 | Elért helyezés                  | Különdíj              | Más versenyen                |
| ----------------------- | ----------------------------------- | ------------------------------- | --------------------- | ---------------------------- |
| Dánia                   | Catherine Svensen                   | győztes (Miss Earth)            | -                     | -                            |
| Brazília                | Simone Régis                        | 2. helyezett (Miss Earth Air)   | -                     | -                            |
| Kazahsztán              | Margarita Kravtsova                 | 3. helyezett (Miss Earth Water) | Best in Swimsuit      | MW 2000-4. helyezett         |
| Argentína               | Daniela Alejandra Stucan Figliomeni | 4. helyezett (Miss Earth Fire)  | Miss Photogenic       | MW 2000                      |
| Bolívia                 | Catherine Villarroel Márquez        | középdöntős                     | -                     | -                            |
| Észtország              | Evelyn Mikömagi                     | középdöntős                     | -                     | MW 2000-középdöntős          |
| India                   | Shamita Singha                      | középdöntős                     | Best National Costume | -                            |
| Lettország              | Jelena Keirane                      | középdöntős                     | Miss Talent           | MEu 2003 MI 2004-középdöntős |
| Fülöp-szigetek          | Carlene Ang Aguilar                 | középdöntős                     | Best in Long Gown     | MW 2005-középdöntős          |
| USA                     | Abigail Royce                       | középdöntős                     | -                     | -                            |
| Ausztrália              | Christy Anderson                    |                                 | -                     | -                            |
| Kanada                  | Michelle Carrie Lillian Weswaldi    |                                 | -                     | MW 1996                      |
| Kolumbia                | Natalia Botero Argote               |                                 | -                     | -                            |
| Horvátország            | Ivana Galesic                       |                                 | -                     | -                            |
| Dominikai Köztársaság   | Catherine Núñez                     |                                 | -                     | -                            |
| Salvador                | Grace Marie Zabaneh Menéndez        |                                 | -                     | MU 2001                      |
| Etiópia                 | Nardos Tiluhan Wondemu              |                                 | -                     | -                            |
| Finnország              | Martina Kortelampi                  |                                 | -                     | -                            |
| Gibraltár               | Charlene Ann Figueras               |                                 | -                     | -                            |
| Guatemala               | Carmina Elizabeth Paz Hernández     |                                 | -                     | -                            |
| Magyarország            | Kovács Krisztina                    |                                 | -                     | -                            |
| Olaszország             | Monica Rossetti                     |                                 | -                     | -                            |
| Japán                   | Misuzu Hirayama                     |                                 | Miss Friendship       | -                            |
| Kenya                   | Aqua Bonsu                          |                                 | -                     | -                            |
| Libanon                 | Adelle Raymond Boustany             |                                 | -                     | -                            |
| Malajzia                | Joey Tan Eng Li                     |                                 | -                     | -                            |
| Hollandia               | Jamie-Lee Huisman                   |                                 | -                     | -                            |
| Új-Zéland               | Abbey Flynn                         |                                 | -                     | -                            |
| Nicaragua               | Karla José Leclair Monzón           |                                 | -                     | -                            |
| Panama                  | Aliana Khan                         |                                 | -                     | -                            |
| Peru                    | Paola Barreda Benavides             |                                 | -                     | -                            |
| Puerto Rico             | Amaricelys Reyes Guzmán             |                                 | -                     | -                            |
| Oroszország             | Victoriya Bonnya                    |                                 | -                     | -                            |
| Szingapúr               | Calista Ng Poh Li                   |                                 | -                     | -                            |
| Dél-afrikai Köztársaság | Inecke van der Westhuizen           |                                 | -                     | -                            |
| Spanyolország           | Noemi Caldas Ortiz                  |                                 | -                     | -                            |
| Tajvan                  | Chao Yun Hsiu                       |                                 | -                     | -                            |
| Tanzánia                | Hilda Bukozo                        |                                 | -                     | -                            |
| Thaiföld                | Victoria Wachholz                   |                                 | -                     | -                            |
| Törökország             | Gozde Bahadir                       |                                 | -                     | -                            |
| Venezuela               | Lirigmel Ramos                      |                                 | -                     | -                            |
| Zanzibár                | Sheena Fatma Nanty                  |                                 | -                     | -                            |

Visszalépett versenyzők:
- Antigua és Barbuda – Janil Bird (MU 2001)
- Belgium- Caroline Costermans

## 2002
| Ország                                           | Név                               | Elért helyezés                               | Különdíj              | Más versenyen       |
| ------------------------------------------------ | --------------------------------- | -------------------------------------------- | --------------------- | ------------------- |
| Bosznia-Hercegovina                              | Dzejla Glavovic                   | eredeti győztes                              | Miss Talent           | -                   |
| Kenya                                            | Winnie Adah Omwakwe               | győztes (Miss Earth) eredetileg 2. helyezett | -                     | -                   |
| Jugoszlávia                                      | Sladjana Bozovic                  | 3. helyezett (Miss Earth Water)              | -                     | MU 2002             |
| Görögország                                      | Juliana Patricia Drossou          | 4. helyezett (Miss Earth Fire)               | -                     | -                   |
| Chile                                            | Nazhla Sofía Abad GonzálezMárquez | középdöntős                                  | -                     | -                   |
| Kolumbia                                         | Diana Patricia Botero Ibarra      | középdöntős                                  | Best in Swimsuit      | -                   |
| Finnország                                       | Elina Hurve                       | középdöntős                                  | -                     | -                   |
| Peru                                             | Claudia Ortiz de Zevallos Cano    | középdöntős                                  | Best in Long Gown     | MU 2003-középdöntős |
| Fülöp-szigetek                                   | April Rose Lim Perez              | középdöntős                                  | Miss Photogenic       | -                   |
| Spanyolország                                    | Cristina Carpintero               | középdöntős                                  | -                     | -                   |
| Albánia                                          | Anjeza Maja                       |                                              | -                     | MW 2002             |
| Argentína                                        | Mercedes Apuzzo                   |                                              | -                     | -                   |
| Ausztrália                                       | Ineke Candice Leffers             |                                              | -                     | -                   |
| Barbados                                         | Ramona Ramjit                     |                                              | -                     | -                   |
| Belgium                                          | Stéphanie Moreel                  |                                              | -                     | -                   |
| Bolívia                                          | Susana Valeria Vaca Díez          |                                              | -                     | -                   |
| Kanada                                           | Melanie Grace Bennett             |                                              | -                     | -                   |
| Kína                                             | Zhang Mei                         |                                              | -                     | -                   |
| Costa Rica                                       | Maria del Mar Ruiz Carballo       |                                              | -                     | -                   |
| Csehország                                       | Apolena Tumova                    |                                              | -                     | -                   |
| Dánia                                            | Julie Kristen Villumsen           |                                              | -                     | -                   |
| Dominikai Köztársaság                            | Yilda Santana Subervi             |                                              | -                     | -                   |
| Egyiptom                                         | Ines Gohar                        |                                              | -                     | -                   |
| Salvador                                         | Elisa Sandoval Rodríguez          |                                              | -                     | MU 2002             |
| Észtország                                       | Merilin Malmet                    |                                              | -                     | -                   |
| Németország                                      | Miriam Thiele                     |                                              | -                     | -                   |
| Ghána                                            | Beverly Asamoah Jecty             |                                              | -                     | -                   |
| Gibraltár                                        | Charlene Gaiviso                  |                                              | Miss Friendship       | -                   |
| Egyesült Királyság                               | Louise Glover                     |                                              | -                     | -                   |
| Guatemala                                        | Florecita de Jesús Cobián Azurdia |                                              | -                     | -                   |
| [[Fájl:\|22x20px\|keret \|alt=\|link=]] Honduras | Leslie Paredes Barahona           |                                              | -                     | -                   |
| Magyarország                                     | Tóth Szilvia                      |                                              | -                     | -                   |
| India                                            | Reshmi Ghoshi                     |                                              | -                     | -                   |
| Koszovó                                          | Mirjeta Zeka                      |                                              | -                     | -                   |
| Dél-Korea                                        | Jin-ah Lee                        |                                              | Best National Costume | -                   |
| Libanon                                          | Raghida Antoun Farah              |                                              | -                     | -                   |
| Malajzia                                         | Pamela Ramachandran               |                                              | -                     | -                   |
| Mexikó                                           | Libna Viruega Roldán              |                                              | -                     | -                   |
| Nepál                                            | Nira Gautam                       |                                              | -                     | -                   |
| Nicaragua                                        | Yahoska Maria Cerda Urbina        |                                              | -                     | -                   |
| Nigéria                                          | Vanessa Ibiene Ekeke              |                                              | -                     | -                   |
| Norvégia                                         | Linn Naimak Olaisen               |                                              | -                     | -                   |
| Panama                                           | Carolina Lilibeth Miranda Samudio |                                              | -                     | -                   |
| Paraguay                                         | Adriana Raquel Baum Ramos         |                                              | -                     | -                   |
| Lengyelország                                    | Agnieszka Portka                  |                                              | -                     | -                   |
| Puerto Rico                                      | Deidre Rodríguez                  |                                              | -                     | -                   |
| Szingapúr                                        | Gayathri Unnijkrishan             |                                              | -                     | -                   |
| Svájc                                            | Jade Chang                        |                                              | -                     | -                   |
| Tanzánia                                         | Tausi Abdalla                     |                                              | -                     | -                   |
| Thaiföld                                         | Lalita Apaiwong                   |                                              | -                     | -                   |
| Uganda                                           | Martha Semegura Nambajjwe         |                                              | -                     | -                   |
| USA                                              | Casey Marie Burns                 |                                              | -                     | -                   |
| Venezuela                                        | Dagmar Votterl                    |                                              | -                     | -                   |

Visszalépett versenyzők:
- Aruba- Jurraney Toppenberg
- Brazília – Adriana Reis

## 2003
| Ország                                           | Név                             | Elért helyezés                  | Különdíj              | Más versenyen                         |
| ------------------------------------------------ | ------------------------------- | ------------------------------- | --------------------- | ------------------------------------- |
| [[Fájl:\|22x20px\|keret \|alt=\|link=]] Honduras | Dania Prince                    | győztes Miss Earth              | -                     | MU 1998                               |
| Brazília                                         | Priscila Poleselo Zandoná       | 2. helyezett Miss Earth Air     | Best in Long Gown     | -                                     |
| Costa Rica                                       | Marianela Zeledón Bolaños       | 3. helyezett (Miss Earth Water) | -                     | -                                     |
| Lengyelország                                    | Marta Matyjasik                 | 4. helyezett (Miss Earth Fire)  | -                     | MW 2002-5. helyezett MEu 2003 MI 2004 |
| Ciprus                                           | Krystiana Aristotelou           | középdöntős                     | -                     | MW 2001                               |
| Guatemala                                        | Marie Claire Palacios Boeufgras | középdöntős                     | -                     | -                                     |
| Norvégia                                         | Fay Larsen                      | középdöntős                     | -                     | MEu 2002                              |
| Szerbia és Montenegró                            | Katarina Vucetic                | középdöntős                     | -                     | -                                     |
| Fülöp-szigetek                                   | Laura Marie Mercado Dunlap      | középdöntős                     | -                     | -                                     |
| Francia Polinézia (Tahiti)                       | Vairupe Pater Huioutu           | középdöntős                     | -                     | -                                     |
| Afganisztán                                      | Vida Samadzai                   |                                 | -                     | -                                     |
| Antigua és Barbuda                               | Juany Gomez                     |                                 | -                     | -                                     |
| Argentína                                        | Marisol Pipastrelli             |                                 | -                     | -                                     |
| Ausztrália                                       | Shivaune Christina Field        |                                 | -                     | -                                     |
| Belgium                                          | Sofie Ydens                     |                                 | -                     | -                                     |
| Bolívia                                          | Claudia Cecilia Azaeda Melgar   |                                 | Miss Photogenic       | -                                     |
| Bosznia-Hercegovina                              | Mirela Bulbulija                |                                 | Miss Talent           | -                                     |
| Kanada                                           | Brooke Elizabeth Johnston       |                                 | -                     | MU 2005                               |
| Kína                                             | Dong Mei Xi                     |                                 | -                     | -                                     |
| Chile                                            | Carolina Salazar                |                                 | -                     | -                                     |
| Kolumbia                                         | Emily de Castro Giacometto      |                                 | -                     | -                                     |
| Dánia                                            | Marie Petersen                  |                                 | -                     | -                                     |
| Dominikai Köztársaság                            | Suanny Frontaán                 |                                 | -                     | -                                     |
| Ecuador                                          | Isabel Cristina Ontaneda Pinto  |                                 | -                     | MU 2002 MI 2002                       |
| Etiópia                                          | Yodit Getahun                   |                                 | Miss Friendship       | MI 2002                               |
| Finnország                                       | Jenni Suominen                  |                                 | -                     | -                                     |
| Észtország                                       | Kadi Tombak                     |                                 | -                     | -                                     |
| Franciaország                                    | Jennifer Pichard                |                                 | Best in Swimsuit      | -                                     |
| Németország                                      | Jolena Kwasow                   |                                 | -                     | -                                     |
| Ghána                                            | Ama Amissah Quartey             |                                 | -                     | -                                     |
| Gibraltár                                        | Justine Olivero                 |                                 | -                     | -                                     |
| Magyarország                                     | Szűcs Anikó                     |                                 | -                     | -                                     |
| India                                            | Shwetha Vijay Nair              |                                 | -                     | -                                     |
| Izrael                                           | Moran Glistron                  |                                 | -                     | -                                     |
| Japán                                            | Asami Saito                     |                                 | -                     | -                                     |
| Kenya                                            | Hazel Nzioki                    |                                 | -                     | -                                     |
| Dél-Korea                                        | Yoo-mi Oh                       |                                 | -                     | -                                     |
| Koszovó                                          | Teuta Hoxha                     |                                 | -                     | -                                     |
| Libanon                                          | Mary Georges Hanna              |                                 | -                     | -                                     |
| Malajzia                                         | Ying Ying Lee                   |                                 | -                     | -                                     |
| Mexikó                                           | Lorena Irene Velarde Briceño    |                                 | -                     | -                                     |
| Új-Zéland                                        | Katey Ellen Price               |                                 | -                     | -                                     |
| Nicaragua                                        | Marynés Argüello César          |                                 | -                     | -                                     |
| Nigéria                                          | Eva Ogberor                     |                                 | -                     | -                                     |
| Panama                                           | Jessica Doralis Segui Barrios   |                                 | Best National Costume | -                                     |
| Peru                                             | Danitza Autero Stanic           |                                 | -                     | -                                     |
| Puerto Rico                                      | Norelis Ortiz Acosta            |                                 | -                     | -                                     |
| Szingapúr                                        | Adele Koh                       |                                 | -                     | -                                     |
| Szlovénia                                        | Sabina Begovic                  |                                 | -                     | -                                     |
| Dél-afrikai Köztársaság                          | Catherine Constantinides        |                                 | -                     | -                                     |
| Svédország                                       | Caroline Sonath                 |                                 | -                     | -                                     |
| Svájc                                            | Catherine Waldenmeyer           |                                 | -                     | -                                     |
| Thaiföld                                         | Anongnat Sutthanuch             |                                 | -                     | -                                     |
| Ukrajna                                          | Diana Starkova                  |                                 | -                     | -                                     |
| USA                                              | Jessica Schillings              |                                 | -                     | -                                     |
| Venezuela                                        | Driva Ysabella Cedeño Salazar   |                                 | -                     | -                                     |
| Vietnám                                          | Nguyen Ngan Ha                  |                                 | -                     | -                                     |

## 2004
| Ország                                           | Név                                | Elért helyezés                  | Különdíj              | Más versenyen                |
| ------------------------------------------------ | ---------------------------------- | ------------------------------- | --------------------- | ---------------------------- |
| Brazília                                         | Priscila Meirelles                 | győztes Miss Earth              | Miss Photogenic       | -                            |
| Martinique                                       | Murielle Celimene                  | 2. helyezett Miss Earth Air     | -                     | -                            |
| Francia Polinézia (Tahiti)                       | Stéphanie Lesage                   | 3. helyezett (Miss Earth Water) | Best in Long Gown     | -                            |
| Paraguay                                         | Yanina Alicia González Jorgge      | 4. helyezett (Miss Earth Fire)  | Best in Swimsuit      | MU 2004-4. helyezett         |
| Ausztrália                                       | Shenevelle Dickson                 | középdöntős                     | -                     | -                            |
| [[Fájl:\|22x20px\|keret \|alt=\|link=]] Honduras | Gabriela Zavala Irias              | középdöntős                     | Best National Costume | -                            |
| Fülöp-szigetek                                   | Tamera Marie Szijarto              | középdöntős                     | -                     | -                            |
| Thaiföld                                         | Radchadawan Khampeng               | középdöntős                     | -                     | -                            |
| Egyiptom                                         | Arwa Gouda                         | középdöntős                     | -                     | -                            |
| India                                            | Jyoti Brahmin                      | középdöntős                     | -                     | -                            |
| Izrael                                           | Keren Somech                       | középdöntős                     | -                     | -                            |
| Nicaragua                                        | Marifely Arguello                  | középdöntős                     | -                     | MU 2004                      |
| Norvégia                                         | Brigitte Korsvik                   | középdöntős                     | -                     | -                            |
| Peru                                             | Liesel Holler Sotomayor            | középdöntős                     | -                     | MU 2004                      |
| Lengyelország                                    | Karolina Gorazda                   | középdöntős                     | -                     | MW 2003 MEu 2005 középdöntős |
| Trinidad és Tobago                               | Leah Mari Guevara                  | középdöntős                     | -                     | -                            |
| Albánia                                          | Vilma Masha                        |                                 | -                     | -                            |
| Argentína                                        | Daniela Puig                       |                                 | -                     | -                            |
| Belgium                                          | Ruchika Sharma                     |                                 | -                     | -                            |
| Bolívia                                          | Muriel Cruz                        |                                 | -                     | MI 2003 középdöntős          |
| Bosznia-Hercegovina                              | Ana Suton                          |                                 | -                     | -                            |
| Bulgária                                         | Kristiana Dimitrova                |                                 | -                     | -                            |
| Kanada                                           | Tanya Beatriz Munizaga             |                                 | Miss Talent           | -                            |
| Csád                                             | Myriam Commelin                    |                                 | -                     | -                            |
| Kína                                             | Xu Nicole Liu                      |                                 | -                     | -                            |
| Chile                                            | Erika Christel Niklitschek Schmidt |                                 | -                     | -                            |
| Kolumbia                                         | Maria Fernanda Navia               |                                 | -                     | -                            |
| Costa Rica                                       | Karlota Calderon Brenes            |                                 | -                     | -                            |
| Dánia                                            | Thea Frojkear                      |                                 | -                     | -                            |
| Dominikai Köztársaság                            | Nileny Dippton Estevez             |                                 | -                     | -                            |
| Ecuador                                          | Maria Luisa Barrios Landivar       |                                 | -                     | -                            |
| Salvador                                         | Silvia Gabriela Mejia Cordova      |                                 | -                     | MU 2004                      |
| Észtország                                       | Jana Gruft                         |                                 | -                     | -                            |
| Etiópia                                          | Ferehiyewot Abebe Merkuriya        |                                 | -                     | MU 2004                      |
| Finnország                                       | Iida Lattu                         |                                 | -                     | -                            |
| Franciaország                                    | Audrey Nogues                      |                                 | -                     | -                            |
| Ghána                                            | Maame Afua Akyeampong              |                                 | -                     | -                            |
| Egyesült Királyság                               | Hannah McCuaig                     |                                 | -                     | -                            |
| Guatemala                                        | Mirza Odette Garcia                |                                 | -                     | -                            |
| Kenya                                            | Susan Kaittany                     |                                 | -                     | -                            |
| Dél-Korea                                        | Hye-Jin Cho                        |                                 | -                     | -                            |
| Észak-Macedónia                                  | Natalija Grubovik                  |                                 | -                     | -                            |
| Libanon                                          | Lana Khattab                       |                                 | -                     | -                            |
| Malajzia                                         | Eloise Law                         |                                 | -                     | -                            |
| Mexikó                                           | Valentina Cervera Avila            |                                 | -                     | -                            |
| Új-Zéland                                        | Rachael Tucker                     |                                 | -                     | -                            |
| Nepál                                            | Anita Gurung                       |                                 | -                     | -                            |
| Nigéria                                          | Ufuoma Stacey Ejenobor             |                                 | -                     | -                            |
| Hollandia                                        | Saadia Himi                        |                                 | -                     | -                            |
| Portugália                                       | Frederica Santos                   |                                 | -                     | -                            |
| Puerto Rico                                      | Shanira Blanco                     |                                 | -                     | -                            |
| Szingapúr                                        | Nicole Sze Chin Nee                |                                 | -                     | -                            |
| Szerbia és Montenegró                            | Katarina Hadzipavlovic             |                                 | -                     | -                            |
| Dél-afrikai Köztársaság                          | Sally Lueng                        |                                 | -                     | -                            |
| Svédország                                       | Sara Jilena Lundemo                |                                 | -                     | -                            |
| Svájc                                            | Simone Röthlisberger               |                                 | -                     | -                            |
| Tajvan                                           | Angel Wu                           |                                 | -                     | -                            |
| Tanzánia                                         | Sophia Byanaku                     |                                 | -                     | -                            |
| USA                                              | Stephanie Brownell                 |                                 | Miss Friendship       | -                            |
| Uruguay                                          | Katherine Gonzalves Pedrozo        |                                 | -                     | MW 1999                      |
| Vietnám                                          | Bui Thuy Hanh                      |                                 | -                     | -                            |

## 2005
| Ország                                           | Név                                | Elért helyezés                  | Különdíj              | Más versenyen                            |
| ------------------------------------------------ | ---------------------------------- | ------------------------------- | --------------------- | ---------------------------------------- |
| Venezuela                                        | Alexandra Braun Waldeck            | győztes Miss Earth              | Best In Swimsuit      | -                                        |
| Dominikai Köztársaság                            | Amell Santana de Jesús             | 2. helyezett Miss Earth Air     | -                     | -                                        |
| Lengyelország                                    | Katarzyna Weronika Borowicz        | 3. helyezett (Miss Earth Water) | -                     | MW2004-4. helyezett MEu2006-4. helyezett |
| Szerbia és Montenegró                            | Jovana Marjanovic                  | 4. helyezett (Miss Earth Fire)  | -                     | -                                        |
| Chile                                            | Nataly Nadeska Chilet Bustamante   | középdöntős                     | Miss Photogenic       | -                                        |
| Paraguay                                         | Tania María Domaniczky Vargas      | középdöntős                     | -                     | MW2004                                   |
| Puerto Rico                                      | Vanessa De Roide                   | középdöntős                     | Best In Long Gown     | -                                        |
| USA                                              | Amanda Lee Kimmel                  | középdöntős                     | -                     | -                                        |
| Bosznia-Hercegovina                              | Sanja Susnja                       | középdöntős                     | -                     | -                                        |
| Csehország                                       | Zuzana Stepanovska                 | középdöntős                     | -                     | -                                        |
| Ecuador                                          | Cristina Eugenia Reyes Hidalgo     | középdöntős                     | -                     | MW2004                                   |
| Salvador                                         | Irma Marina Dimas Pineda           | középdöntős                     | -                     | MU 2005                                  |
| Dél-Korea                                        | Hye-Mi Yoo                         | középdöntős                     | Best National Costume | -                                        |
| Fülöp-szigetek                                   | Genebelle Francisco Raagas         | középdöntős                     | -                     | -                                        |
| Oroszország                                      | Tatyana Yamova                     | középdöntős                     | -                     | -                                        |
| Tanzánia                                         | Rehema Sudi                        | középdöntős                     | -                     | -                                        |
| Afganisztán                                      | Sutara Bahrami                     |                                 | -                     | -                                        |
| Argentína                                        | Eliana Evelina Ocolotobiche        |                                 | -                     | -                                        |
| Ausztrália                                       | Anne-Maree Bowdler                 |                                 | -                     | -                                        |
| Bahama-szigetek                                  | Nadia Cash                         |                                 | -                     | -                                        |
| Belgium                                          | Isabel van Rompaey                 |                                 | -                     | -                                        |
| Bolívia                                          | Vanessa Patricia Morón Jarzun      |                                 | -                     | MI 2004                                  |
| Brazília                                         | Isabella Miranda Chaves            |                                 | -                     | -                                        |
| Kambodzsa                                        | Mealea Pich                        |                                 | -                     | -                                        |
| Kamerun                                          | Wonja Ngeah Ginette Martine        |                                 | -                     | -                                        |
| Kanada                                           | Katherine (Kate) McClure           |                                 | Miss Friendship       | -                                        |
| Kína                                             | Li Yi-Jia                          |                                 | -                     | -                                        |
| Kolumbia                                         | Lia Patricia Correal Lopera        |                                 | -                     | -                                        |
| Dánia                                            | Heidi Zadeh                        |                                 | -                     | MEu2005                                  |
| Egyiptom                                         | Elham Wagdi Fadel                  |                                 | -                     | MI2006                                   |
| Észtország                                       | Anastassija Balak                  |                                 | -                     | -                                        |
| Finnország                                       | Rita Aaltolahti                    |                                 | -                     | -                                        |
| Franciaország                                    | Alexandra Uhan                     |                                 | -                     | -                                        |
| Németország                                      | Rebecca Kurnikowski                |                                 | -                     | -                                        |
| Ghána                                            | Faustina Adjao Akoto               |                                 | -                     | -                                        |
| Haiti                                            | Channa Cius                        |                                 | -                     | -                                        |
| [[Fájl:\|22x20px\|keret \|alt=\|link=]] Honduras | Ruth Maria Arita Luna              |                                 | -                     | -                                        |
| Hongkong                                         | Gu Reu                             |                                 | -                     | -                                        |
| India                                            | Niharika Singh                     |                                 | -                     | -                                        |
| Indonézia                                        | Jenny Graciella Jevinzky Sutjiono  |                                 | -                     | -                                        |
| Izrael                                           | Avivit Meirson                     |                                 | -                     | -                                        |
| Jamaica                                          | Juel Daisi Pollard                 |                                 | -                     | -                                        |
| Japán                                            | Emi Suzuki                         |                                 | -                     | -                                        |
| Kenya                                            | Stella Marris Atieno Abungu        |                                 | -                     | -                                        |
| Lettország                                       | Nora Reinholde                     |                                 | -                     | -                                        |
| Libanon                                          | Chantal Karam                      |                                 | -                     | -                                        |
| Makaó                                            | Qian Qiong                         |                                 | -                     | -                                        |
| Észak-Macedónia                                  | Ivana Stojanovska                  |                                 | -                     | MW2007                                   |
| Malajzia                                         | Jamie Pang Hui Ting                |                                 | -                     | -                                        |
| Martinique                                       | Gaëlle ‘Elle’ Narayanan            |                                 | -                     | -                                        |
| Mauritius                                        | Loshanee Moodaley                  |                                 | -                     | -                                        |
| Mexikó                                           | Lorena Jaime Hochstrasser          |                                 | -                     | -                                        |
| Mongólia                                         | Sarnai Amar                        |                                 | -                     | -                                        |
| Nepál                                            | Shavona Shrestha                   |                                 | -                     | -                                        |
| Hollandia                                        | Dagmar Saija                       |                                 | -                     | -                                        |
| Új-Zéland                                        | Tiffany Pickford                   |                                 | -                     | -                                        |
| Nicaragua                                        | Sandra Maritza Ríos Hernández      |                                 | -                     | -                                        |
| Nigéria                                          | Ethel Okosuns                      |                                 | -                     | -                                        |
| Niue                                             | Ngiar Pearson                      |                                 | -                     | -                                        |
| Norvégia                                         | Vibeke Hansen                      |                                 | -                     | -                                        |
| Pakisztán                                        | Naomi Zaman                        |                                 | -                     | -                                        |
| Panama                                           | Rosemary Isabel Suárez Machazek    |                                 | -                     | -                                        |
| Peru                                             | Sara María Paredes Valdivia        |                                 | -                     | -                                        |
| Portugália                                       | Angela Maria Fonseca Spinola       |                                 | -                     | MW2005                                   |
| Románia                                          | Adina Dimitru                      |                                 | -                     | MEu2002-5. helyezett                     |
| Saint Lucia                                      | Hanna Gabrielle Fitz               |                                 | -                     | -                                        |
| Szamoa                                           | Jospehine Elena Bernadette Meisake |                                 | -                     | -                                        |
| Szingapúr                                        | Sharon Sim Pei Yee                 |                                 | -                     | -                                        |
| Szlovákia                                        | Diana Ondrejickova                 |                                 | -                     | -                                        |
| Dél-afrikai Köztársaság                          | Jacqueline Postma                  |                                 | -                     | -                                        |
| Svédország                                       | Therese Denitton                   |                                 | -                     | -                                        |
| Francia Polinézia (Tahiti)                       | Vaimiti Herlaud                    |                                 | -                     | -                                        |
| Tajvan                                           | Lin Yi-Fan                         |                                 | -                     | -                                        |
| Thaiföld                                         | Kanokwan Sesthaphongvanich         |                                 | -                     | -                                        |
| Tokelau-szigetek                                 | Landy Tyrell                       |                                 |                       | -                                        |
| Turks- és Caicos-szigetek                        | Trina Adams                        |                                 | -                     |                                          |
| Ukrajna                                          | Yevgeniya Rudenko                  |                                 | Miss Talent           | -                                        |
| Egyesült Királyság                               | Emma Corten                        |                                 | -                     | -                                        |
| Vietnám                                          | Dao Thanh Hoai Thi                 |                                 | -                     | -                                        |
| Zambia                                           | Cynthia Kanema                     |                                 | -                     | MW2003, MI2004, MU2005                   |

## 2006
| Ország                                           | Név                                   | Elért helyezés                  | Különdíj              | Más versenyen             |
| ------------------------------------------------ | ------------------------------------- | ------------------------------- | --------------------- | ------------------------- |
| Chile                                            | Hil Yesenia Hernández Escobar         | győztes Miss Earth              |                       | -                         |
| India                                            | Amruta Patki                          | 2. helyezett Miss Earth Air     | Best In Long Gown     | -                         |
| Fülöp-szigetek                                   | Catherine Yu Untalan                  | 3. helyezett (Miss Earth Water) | -                     |                           |
| Venezuela                                        | Marianne Pasqualina Puglia Martínez   | 4. helyezett (Miss Earth Fire)  | Best In Swimsuit      | -                         |
| Csehország                                       | Petra Soukupova                       | középdöntős                     |                       | -                         |
| Egyiptom                                         | Meriam George                         | középdöntős                     | -                     | MU2005                    |
| Panama                                           | Stefanie de Roux Martín               | középdöntős                     |                       | MU2003-középdöntős        |
| Lengyelország                                    | Francys Mayela Barraza Sudnicka       | középdöntős                     | -                     | MU2006                    |
| Bahama-szigetek                                  | Leandra Pratt                         | középdöntős                     | -                     | -                         |
| Bosznia-Hercegovina                              | Bozena Jelcic                         | középdöntős                     | -                     | -                         |
| Kína                                             | Zhou Meng Ting                        | középdöntős                     | Miss Talent           |                           |
| Franciaország                                    | Anne Charlotte Triplet                | középdöntős                     | -                     |                           |
| Saint Lucia                                      | Cathy Daniel                          | középdöntős                     |                       | -                         |
| Szlovákia                                        | Judita Hrubyova                       | középdöntős                     | -                     | MU2006                    |
| Spanyolország                                    | Rocío Cazallas Grau                   | középdöntős                     | -                     | -                         |
| USA                                              | Amanda Helen Pennekamp                | középdöntős                     | -                     | -                         |
| Albánia                                          | Blerta Kastrati Halili                |                                 | -                     | -                         |
| Argentína                                        | Andrea Carolina Garcia                |                                 | -                     | -                         |
| Ausztrália                                       | Natalie Maria Newton                  |                                 | -                     | -                         |
| Belgium                                          | Isabelle Cornelis                     |                                 | -                     | -                         |
| Bolívia                                          | Jéssica Anne Jordan Brutón            |                                 | -                     | MU 2007                   |
| Botswana                                         | Kefilwe Kgosi                         |                                 | -                     | -                         |
| Brazília                                         | Ana Paula Quinot                      |                                 | -                     | -                         |
| Kanada                                           | Riza Raquel Santos                    |                                 | Miss Photogenic       | -                         |
| Kajmán-szigetek                                  | Stephanie Monique Espeut              |                                 | -                     | -                         |
| Costa Rica                                       | Mari Paz Duarte Camacho               |                                 | -                     | -                         |
| Curaçao                                          | Kristal Rose Sprock                   |                                 | -                     | -                         |
| Dánia                                            | Nicoline Qvortrup                     |                                 | -                     |                           |
| Dominikai Köztársaság                            | Alondra Yamira Peña                   |                                 | -                     | -                         |
| Ecuador                                          | Maria Magdalena Stahl Hurtado         |                                 | -                     |                           |
| Salvador                                         | Ana Flor Astrid Machado               |                                 | -                     | -                         |
| Anglia                                           | Holly Ikin                            |                                 | -                     | -                         |
| Etiópia                                          | Dina Fekadu Mosissa                   |                                 | -                     | MI2005 MU2006-középdöntős |
| Finnország                                       | Linnea Eeric Annickki Aaltonen        |                                 | -                     | -                         |
| Örményország                                     | Maria Sarchimelia                     |                                 | -                     | -                         |
| Németország                                      | Fatima Funk                           |                                 | -                     | -                         |
| Ghána                                            | Mable Naadu Frye                      |                                 | -                     | -                         |
| Görögország                                      | Eugenia Lattou                        |                                 | -                     | -                         |
| Guadeloupe                                       | Caroline Virgile Bevis                |                                 | -                     | -                         |
| Guatemala                                        | Catherine Argentina Gregg Escobar     |                                 | -                     | -                         |
| Haiti                                            | Melan Georges                         |                                 | -                     | -                         |
| [[Fájl:\|22x20px\|keret \|alt=\|link=]] Honduras | Lesly Gabriela Molina Kristoff        |                                 | -                     | -                         |
| Indonézia                                        | Yelena Setiabudi                      |                                 | -                     | -                         |
| Írország                                         | Melanie Boreham                       |                                 | -                     | MU2006                    |
| Olaszország                                      | Maria Lucia Leo                       |                                 | Miss Friendship       | -                         |
| Japán                                            | Noriko Ohno                           |                                 | -                     | -                         |
| Kenya                                            | Emah Madegwa                          |                                 | -                     | -                         |
| Dél-Korea                                        | Park Hee-jung                         |                                 | -                     | -                         |
| Libanon                                          | Nahed Al Saghir                       |                                 | -                     | -                         |
| Libéria                                          | Rachel Bidmia Njinimbam               |                                 | -                     | -                         |
| Litvánia                                         | Evelina Dedul                         |                                 | -                     | -                         |
| Észak-Macedónia                                  | Ivana Popovska                        |                                 | -                     |                           |
| Malajzia                                         | Alice Loh Siew Leng                   |                                 | -                     | -                         |
| Martinique                                       | Mégane Cindy Martinon                 |                                 | -                     | -                         |
| Mexikó                                           | Alina Garcia Valdez                   |                                 | -                     | -                         |
| Nepál                                            | Ayushma Pokharel                      |                                 | -                     | -                         |
| Hollandia                                        | Sabrina van der Donk                  |                                 | -                     | -                         |
| Új-Zéland                                        | Annelise Burton                       |                                 | -                     | -                         |
| Nicaragua                                        | Sharon Amador Zelodón                 |                                 | -                     | -                         |
| Nigéria                                          | Ivy Obrori Edenkwo                    |                                 | -                     | -                         |
| Norvégia                                         | Meriam Leroy Brahimi                  |                                 | -                     | -                         |
| Pakisztán                                        | Sehr Mahmood                          |                                 | -                     | -                         |
| Paraguay                                         | Paloma María Navarro Wever            |                                 | -                     | -                         |
| Peru                                             | Valerie Caroline Neff Murillo         |                                 | -                     | -                         |
| Puerto Rico                                      | Camille Collazo                       |                                 | -                     |                           |
| Románia                                          | Nicolete Motei                        |                                 | -                     |                           |
| Oroszország                                      | Yelena Salnikova                      |                                 | -                     | -                         |
| Szamoa                                           | Mililani Vienna Tofa                  |                                 | Best National Costume | -                         |
| Szerbia és Montenegró                            | Dubravka Skoric                       |                                 | -                     | -                         |
| Szingapúr                                        | Shn Juay Shi Yun                      |                                 | -                     | -                         |
| Dél-afrikai Köztársaság                          | Nancy dos Reis                        |                                 | -                     | -                         |
| Svédország                                       | Cecilia Zatterlof Harbo Kristensen    |                                 | -                     | MI2005 MEu2006            |
| Svájc                                            | Laura Ferrara                         |                                 | -                     | -                         |
| Francia Polinézia (Tahiti)                       | Raimata Agnieray                      |                                 | -                     | -                         |
| Tajvan                                           | Chiu Yu-Cheng                         |                                 | -                     | -                         |
| Tanzánia                                         | Richa Maria Adhia                     |                                 | -                     | MW2007                    |
| Thaiföld                                         | Pattra (Pailin) Rung-rattanasoonthorn |                                 | -                     | -                         |
| Tibet                                            | Tsering Chungtak                      |                                 |                       | -                         |
| Turks- és Caicos-szigetek                        | Nicquell Garland                      |                                 | -                     |                           |
| Ukrajna                                          | Karina Kharchynska                    |                                 |                       | -                         |
| Vietnám                                          | Vu Nguyen Ha Anh                      |                                 | -                     | -                         |
| Wales                                            | Laura Jane Livesey                    |                                 | -                     |                           |

## 2007
| Ország                    | Név                                | Elért helyezés                  | Különdíj                           | Más versenyen |
| ------------------------- | ---------------------------------- | ------------------------------- | ---------------------------------- | ------------- |
| Kanada                    | Jessica Nicole Domingo Trisko      | győztes Miss Earth              |                                    | -             |
| India                     | Pooja Chitgopekar                  | 2. helyezett Miss Earth Air     |                                    | -             |
| Venezuela                 | Silvana Santaella Arellano         | 3. helyezett (Miss Earth Water) | Best In Swimsuit Best In Long Gown |               |
| Spanyolország             | Angela Gomez Duran                 | 4. helyezett (Miss Earth Fire)  |                                    | -             |
| Grúzia                    | Nana Mamasakhlisi                  | középdöntős                     |                                    | -             |
| Peru                      | Odilia Pamela Garcia Pineda        | középdöntős                     | -                                  |               |
| Svájc                     | Stephanie Gossweiler               | középdöntős                     |                                    |               |
| Thaiföld                  | Jiraporn Sing-Ieam                 | középdöntős                     | Best National Costume              |               |
| Csehország                | Eva Ceresnakova                    | középdöntős                     | -                                  | -             |
| Dominikai Köztársaság     | Themys Aleska Febriel Tatis        | középdöntős                     |                                    |               |
| Libanon                   | Amale Al Khoder                    | középdöntős                     | Miss Friendship                    |               |
| Martinique                | Elodie Marie Charlie Delor         | középdöntős                     |                                    | MW2008        |
| Nigéria                   | Stacy Garvey                       | középdöntős                     | -                                  |               |
| Románia                   | Alina Gheorge                      | középdöntős                     | -                                  | -             |
| Dél-afrikai Köztársaság   | Bokang Ramaredi Montjane           | középdöntős                     | -                                  | -             |
| Svédország                | Ivana Gagula                       | középdöntős                     | -                                  | -             |
| Albánia                   | Shpresa Vitia                      |                                 | -                                  | -             |
| Argentína                 | María Antonella Tognolia Sanvitale |                                 | -                                  | -             |
| Ausztrália                | Victoria Louise Stewart            |                                 | -                                  | -             |
| Bahama-szigetek           | Sharon Eula Rolle                  |                                 | -                                  | -             |
| Belgium                   | Melissa Cardaci                    |                                 | -                                  | -             |
| Belize                    | Leilah Anne Magdalena Pandy        |                                 | -                                  | MU2004        |
| Bolívia                   | Carla Loreto Fuentes Rivero        |                                 | -                                  |               |
| Bosznia-Hercegovina       | Dzenita Dumpor                     |                                 | -                                  | -             |
| Botswana                  | Millicent Ollyn                    |                                 | -                                  | -             |
| Brazília                  | Patricia Silva Ferreira Andrade    |                                 | -                                  | -             |
| Kamerun                   | Pauline Marcelle Kack              |                                 |                                    | -             |
| Kína                      | Yu Pei-Pei                         |                                 | -                                  | -             |
| Kolumbia                  | Mileth Johana Agamez Lopez         |                                 | -                                  | -             |
| Kongói Köztársaság        | Maurielle Nkouka Massamba          |                                 | -                                  | MI2006        |
| Costa Rica                | Natalia Mattey Salas               |                                 | -                                  | -             |
| Kuba                      | Ariana Barouk                      |                                 | -                                  | -             |
| Dánia                     | Trine Lundgaard Nielsen            |                                 | -                                  | MW2005        |
| Ecuador                   | Maria Verónica Ochoa Crespo        |                                 | -                                  |               |
| Salvador                  | Julia Iris Ayala Regalado          |                                 | -                                  | -             |
| Anglia                    | Clair Cooper                       |                                 | -                                  | -             |
| Etiópia                   | Nardos Desta Tafese                |                                 | -                                  |               |
| Fidzsi-szigetek           | Minal Maneesha Ali                 |                                 | -                                  | -             |
| Finnország                | Anna Pohtimo                       |                                 | -                                  | -             |
| Franciaország             | Alexandra Gaguen                   |                                 | -                                  | -             |
| Németország               | Sinem Ramazanoglu                  |                                 | -                                  | -             |
| Ghána                     | Diana Naa Blankson                 |                                 | -                                  | -             |
| Guadeloupe                | Virginie Molia                     |                                 | -                                  | -             |
| Guatemala                 | Jessica Maria Scheel Loyola        |                                 | -                                  | -             |
| Hongkong                  | Fan Miao Meng                      |                                 | -                                  | -             |
| Izland                    | Katrin Dogg Sigurdardottir         |                                 | -                                  | -             |
| Indonézia                 | Artri Aldoranti Sulistyowati       |                                 | -                                  | -             |
| Izrael                    | Mor Donay                          |                                 | -                                  |               |
| Olaszország               | Bernadette Mazzu                   |                                 |                                    |               |
| Japán                     | Ryoko Tominaga                     |                                 | -                                  | -             |
| Kazahsztán                | Zhazira Nurkhodjaeva               |                                 | -                                  | -             |
| Kenya                     | Volen Auma Owenga                  |                                 | -                                  | -             |
| Dél-Korea                 | Yoo Ji-eun                         |                                 | -                                  | -             |
| Lettország                | Ilze Jankovska                     |                                 | -                                  | -             |
| Libéria                   | Telena J'Garmonu Cassell           |                                 | -                                  | -             |
| Litvánia                  | Monika Baliunaite                  |                                 | Miss Talent                        | -             |
| Makaó                     | Zhang Xiao Yu                      |                                 | -                                  |               |
| Malajzia                  | Dorcas Cheok Huai Yee              |                                 | -                                  | -             |
| Mexikó                    | Maria Fernanda Canovas Leal        |                                 | -                                  | -             |
| Nepál                     | Bandana Sharma                     |                                 | -                                  | -             |
| Hollandia                 | Milou Verhoeks                     |                                 | -                                  | -             |
| Új-Zéland                 | Claire Kirby                       |                                 | -                                  | -             |
| Nicaragua                 | Iva Karlos Grijalva Pashova        |                                 | -                                  | -             |
| Niue                      | Shevalyn Ligovai Poimafiti Maika   |                                 | -                                  | -             |
| Észak-Írország            | Aine Gormley                       |                                 | -                                  | -             |
| Norvégia                  | Margaret Paulin Hauge              |                                 | -                                  | -             |
| Paraguay                  | Griselda Montserrat Quevedo        |                                 | -                                  | -             |
| Fülöp-szigetek            | Jeanne Angeles Harn                |                                 | Miss Photogenic                    | -             |
| Lengyelország             | Barbara Tatara                     |                                 | -                                  | MU2008        |
| Sierra Leone              | Theresa Turay                      |                                 |                                    | -             |
| Szingapúr                 | Chen Nicole Lin                    |                                 | -                                  | -             |
| Szlovákia                 | Barbora Palovicova                 |                                 | -                                  | -             |
| Szlovénia                 | Tania Trobec                       |                                 | -                                  | -             |
| Saint Lucia               | Oneka McKoy                        |                                 | -                                  | -             |
| Suriname                  | Safyra Rachida Duurham             |                                 | -                                  | MW2007        |
| Tajvan                    | Sonya Lee                          |                                 | -                                  | -             |
| Tanzánia                  | Angel Delight Kileo                |                                 | -                                  | MI2006        |
| Tibet                     | Tenzin Dolma                       |                                 |                                    | -             |
| Trinidad és Tobago        | Carleen Ramlochansingh             |                                 | -                                  | -             |
| Turks- és Caicos-szigetek | Tameka Teshan Deveaux              |                                 | -                                  |               |
| Uganda                    | Helen Karungi                      |                                 | -                                  | -             |
| Ukrajna                   | Galyna Andreyeva                   |                                 |                                    | -             |
| Amerikai Virgin-szigetek  | JeT’aime Cheree Cerge              |                                 | -                                  | MU2006        |
| USA                       | Lisa Marie Forbes                  |                                 | -                                  | -             |
| Vietnám                   | Truong Truc Diem                   |                                 | -                                  | -             |
| Wales                     | Sarah Michelle Sairandhri Fleming  |                                 | -                                  |               |
| Zambia                    | Sphiwe Mutale Benasho              |                                 | -                                  | -             |
| Zimbabwe                  | Myome Omar                         |                                 | -                                  | -             |

## 2008
| Ország                                           | Név                               | Elért helyezés                | Különdíj               | Más versenyen |
| ------------------------------------------------ | --------------------------------- | ----------------------------- | ---------------------- | ------------- |
| Albánia                                          | Rudina Suti                       | -                             | -                      | -             |
| Anglia                                           | Caroline Elizabeth Duffy          | -                             | -                      | -             |
| Argentína                                        | Camila Solórzano Ayusa            | -                             | -                      | -             |
| Ausztrália                                       | Rachael Smith                     | -                             | Miss Talent            | -             |
| Bahama-szigetek                                  | Garnell Storr                     | -                             | -                      | -             |
| Belgium                                          | Debby Gommeren                    | -                             | -                      | -             |
| Bhután                                           | Tsokey Tsomo Karchung             | -                             | -                      | -             |
| Bolívia                                          | Carolina Urquiola Rodríguez       | -                             | -                      | -             |
| Bosznia-Hercegovina                              | Alisa Zlatarevic                  | -                             | -                      | -             |
| Botswana                                         | Nametso Ngwako                    | -                             | -                      | -             |
| Brazília                                         | Tatiane Kelen Barbosa Alves       | 4. helyezett Miss Earth Fire  | -                      | -             |
| Costa Rica                                       | Wendy del Carmen Cordero Sánchez  | -                             | -                      | MW2007        |
| Csehország                                       | Hana Svobodova                    | középdöntős                   | -                      | -             |
| Dél-afrikai Köztársaság                          | Matapa Lydia Maila                | -                             | -                      | -             |
| Dél-Korea                                        | Seo Seol-hee                      | középdöntős                   | -                      | -             |
| Dominikai Köztársaság                            | Diana González Flores             | -                             | -                      | -             |
| Ecuador                                          | Andrea Carolina León Janzso       | -                             | Miss Friendship        | -             |
| Salvador                                         | Teresa Gómez                      | -                             | -                      | -             |
| Észak-Írország                                   | Gemma Michelle Walker             | -                             | -                      | -             |
| Etiópia                                          | Kidan Gebreegziabher Tesfahun     | -                             | -                      | -             |
| Finnország                                       | Minna Nikkilä                     | -                             | -                      | -             |
| Franciaország                                    | Charlotte Lagauzere               | -                             | -                      | -             |
| Francia Polinézia                                | Vahinetua Flaccadori              | -                             | -                      | -             |
| Fülöp-szigetek                                   | Karla Paula Ginteroy Henry        | Győztes Miss Earth            | Miss Photogenic        | -             |
| Ghána                                            | Sarah Adoley Addo                 | -                             | -                      | -             |
| Görögország                                      | Grigoria Antoniou                 | -                             | -                      | -             |
| Grúzia                                           | Sopiko Svimonishvili              | -                             | -                      | -             |
| Guam                                             | Jennifer Neves                    | -                             | -                      | -             |
| Guatemala                                        | Jennifer Desbouiges               | -                             | -                      | -             |
| [[Fájl:\|22x20px\|keret \|alt=\|link=]] Honduras | Kenia Melissa Andrade             | -                             | -                      | -             |
| India                                            | Tanvi Vyas                        | -                             | -                      | -             |
| Indonézia                                        | Hedhy Kurniati                    | -                             | -                      | -             |
| Izrael                                           | Lin Mor                           | -                             | -                      | -             |
| Japán                                            | Akemi Fukumura                    | -                             | -                      | -             |
| Jamaica                                          | Simone Burke                      | -                             | -                      | -             |
| Kanada                                           | Denise Garrido                    | -                             | -                      | -             |
| Kína                                             | Zhou Yingkun                      | -                             | -                      | -             |
| Kolumbia                                         | Mariana Rodríguez Merchán         | középdöntős                   | -                      | -             |
| Kongói Demokratikus Köztársaság                  | Olga Tshikala Yumba               | -                             | -                      | -             |
| Kongói Köztársaság                               | Katissia Omera Christhy Kouta     | -                             | -                      | -             |
| Koszovó                                          | Yllka Berisha                     | -                             | -                      | -             |
| Kuba                                             | Jessica Silva                     | -                             | -                      | -             |
| Lengyelország                                    | Karolina Filipkowska              | középdöntős                   | -                      | -             |
| Lettország                                       | Anita Baltruna                    | -                             | -                      | -             |
| Libanon                                          | Pamela Saade                      | -                             | -                      | -             |
| Libéria                                          | Marit Gayduo Woods                | -                             | -                      | -             |
| Litvánia                                         | Ingrida Kazlauskaite              | -                             | -                      | -             |
| Luxemburg                                        | Nadia Neves Pereira               | -                             | -                      | -             |
| Magyarország                                     | Polgár Krisztina                  | -                             | -                      | -             |
| Makaó                                            | Qian Wei Na                       | -                             | -                      | -             |
| Malajzia                                         | Audrey Ng Sook Ling               | -                             | -                      | -             |
| Martinique                                       | Violène Grainville                | -                             | -                      | -             |
| Málta                                            | Maria Elena Galea                 | -                             | -                      | -             |
| Mexikó                                           | Abigail Elizalde Romo             | 3. helyezett Miss Earth Water | Best In Swimsuit       | -             |
| Hollandia                                        | Melanie de Laat                   | -                             | -                      | -             |
| Németország                                      | Dayana Schult                     | -                             | -                      | -             |
| Nicaragua                                        | Thelma Guisselle Rodríguez Flores | -                             | -                      | -             |
| Nigéria                                          | Uko Ezinne                        | középdöntős                   | -                      | -             |
| Olaszország                                      | Caterina Pasquale                 | -                             | -                      | -             |
| Oroszország                                      | Anna Mezentseva                   | középdöntős                   | -                      | -             |
| Pakisztán                                        | Nosheen Idres                     | -                             | -                      | -             |
| Panama                                           | Shassia Ubillus Falcón            | -                             | Best National Costume- | -             |
| Peru                                             | Giuliana Zevallos Roncagliolo     | -                             | -                      | -             |
| Románia                                          | Ioana Ruxandra Popa               | középdöntős                   | -                      | -             |
| Ruanda                                           | Cynthia Akazuba                   | -                             | -                      | -             |
| Skócia                                           | Courtney St. John                 | -                             | -                      | -             |
| Spanyolország                                    | Adriana Reverón Moreno            | középdöntős                   | -                      | -             |
| Suriname                                         | Priscilla Yhap                    | -                             | -                      | -             |
| Svédország                                       | Fanny Blomé                       | -                             | -                      | -             |
| Svájc                                            | Nasanin Nuri                      | középdöntős                   | -                      | -             |
| Szerbia                                          | Bojana Traljic                    | -                             | -                      | -             |
| Szingapúr                                        | Ivy Leow Kian Peng                | -                             | -                      | -             |
| Szlovákia                                        | Martina Tothova                   | -                             | -                      | -             |
| Szlovénia                                        | Sara Franceskin                   | -                             | -                      | -             |
| Szudán                                           | Nok Nora Duany                    | -                             | -                      | -             |
| Tanzánia                                         | Miriam Julios Odemba              | 2. helyezett Miss Earth Air   | -                      | -             |
| Thaiföld                                         | Piyaporn Deejing                  | középdöntős                   | -                      | -             |
| Törökország                                      | Demet Karadeniz                   | -                             | -                      | -             |
| Turks- és Caicos-szigetek                        | Sessilly Pratt                    | -                             | -                      | -             |
| Uganda                                           | Victor Daisy Nabagereka           | -                             | -                      | -             |
| Új-Zéland                                        | Rachel Crofts                     | -                             | -                      | -             |
| USA                                              | Jana Murrell                      | középdöntős                   | -                      | -             |
| Venezuela                                        | Maria Daniela Torrealba Pacheco   | középdöntős                   | Best In Long Gown      | -             |
| Wales                                            | Jamie-Lee Williams                | -                             | -                      | -             |

## 2009
| Ország                                           | Név                                 | Elért helyezés            | Különdíj                           | Más versenyen |
| Albánia                                          | Suada Saliu                         | -                         | -                                  | -             |
| Anglia                                           | Kirsty Nichol                       | -                         | -                                  | -             |
| Argentína                                        | Gisela Menossi                      | -                         | -                                  | -             |
| Ausztrália                                       | Melinda Heffernan                   | -                         | -                                  | -             |
| Bahama-szigetek                                  | Krystle Brown                       | -                         | -                                  | -             |
| Belgium                                          | Isabel van Hoof                     | -                         | -                                  | -             |
| Brazília                                         | Larissa Ramos                       | Miss Earth (győztes)      | -                                  | -             |
| Csehország                                       | Tereza Budkova                      | -                         | Miss Photogenic                    | -             |
| Costa Rica                                       | Malena de los Ángeles Orozco Solano | -                         | -                                  | -             |
| Dánia                                            | Patricia Tjornelund                 | -                         | -                                  | -             |
| Dél-afrikai Köztársaság                          | Chanel Grantham                     | TOP16                     | -                                  | -             |
| Dominikai Köztársaság                            | Mariel Garcia                       | -                         | -                                  | -             |
| Ecuador                                          | Diana Nataly Delgado Balseca        | -                         | -                                  | -             |
| Salvador                                         | Mayra Aldana                        | -                         | -                                  | -             |
| Észak-Írország                                   | Kayleigh O’Reilly                   | TOP16                     | -                                  | -             |
| Franciaország                                    | Magalie Thierry                     | TOP16                     | -                                  | -             |
| Francia Polinézia (Tahiti)                       | Niuriki Teremate                    | -                         | Miss Talent                        | -             |
| Fülöp-szigetek                                   | Sandra Inez Suravilla Seifert       | Miss Air (2. helyezett)   | Best in Swimsuit Best in Long Gown | -             |
| Gabon                                            | Marlyne Léa Ayene Ella              | -                         | -                                  | -             |
| Ghána                                            | Miriam Nasara Abdul Rauf            | -                         | -                                  | -             |
| Görögország                                      | Triantafyllia Sarantinou            | -                         | -                                  | -             |
| Grúzia                                           | Nonna Diakonidze                    | TOP16                     | -                                  | -             |
| Guadeloupe                                       | Marie-Ange Seymour                  | -                         | -                                  | -             |
| Guam                                             | Maria Luisa Santos                  | -                         | -                                  | -             |
| Guatemala                                        | Hamy Nataly Tejeda Funes            | -                         | -                                  | MW2007        |
| Hollandia                                        | Sabrina Anijs                       | -                         | -                                  | -             |
| [[Fájl:\|22x20px\|keret \|alt=\|link=]] Honduras | Alejandra Maria Mendoza David       | -                         | -                                  | -             |
| Hongkong                                         | Wang Shan-shan                      | -                         | -                                  | -             |
| India                                            | Shreya Manthari Kishore             | TOP16                     | -                                  | -             |
| Indonézia                                        | Nadine Zamira Syarief               | -                         | -                                  | -             |
| Izrael                                           | Noy Michaelov                       | -                         | -                                  | -             |
| Jamaica                                          | Jenaae Jackson                      | -                         | -                                  | -             |
| Japán                                            | Tomomi Takada                       | -                         | -                                  | -             |
| Kanada                                           | Lateesha Ector                      | -                         | -                                  | -             |
| Kenya                                            | Catherine Wanjiru Muturi            | -                         | -                                  | -             |
| Kína                                             | XU Yan                              | -                         | -                                  | -             |
| Kolumbia                                         | Alejandra Castillo Munera           | TOP8                      | -                                  | -             |
| Dél-Korea                                        | Park Ye-ju                          | TOP16                     | -                                  | -             |
| Koszovó                                          | Elza Marku                          | -                         | -                                  | -             |
| Kuba                                             | Jamillete Gaxiola                   | -                         | -                                  | -             |
| Lengyelország                                    | Isabela Wilczek                     | TOP8                      | -                                  | -             |
| Lettország                                       | Diana Kubasova                      | -                         | -                                  | -             |
| Libanon                                          | Nicole Lichaa El Khoury             | -                         | -                                  | -             |
| Luxemburg                                        | Theodora Banica                     | -                         | -                                  | -             |
| Magyarország                                     | Kocsis Korinna                      | -                         | -                                  | -             |
| Makaó                                            | Jia Pei                             | -                         | -                                  | -             |
| Malajzia                                         | Madelyne “Mandy” M. Nandu           | -                         | -                                  | -             |
| Málta                                            | Alison Gallea                       | -                         | -                                  | -             |
| Martinique                                       | Pascale Nelide                      | TOP8                      | -                                  | -             |
| Mexikó                                           | Natalia Quińonez Perez              | -                         | -                                  | -             |
| Nepál                                            | Richa Thapa Magar                   | -                         | -                                  | -             |
| Nigéria                                          | Modesta Alozie                      | -                         | -                                  | -             |
| Olaszország                                      | Luna Isabella Voce                  | -                         | -                                  | MW2008        |
| Oroszország                                      | Kseniya Podsevatkina                | -                         | -                                  | -             |
| Pakisztán                                        | Ayesha Gilani                       | -                         | -                                  | -             |
| Panama                                           | Geraldine Higuera                   | -                         | -                                  | -             |
| Paraguay                                         | Gabriela Mercedes Rejala Llanes     | TOP16                     | -                                  | -             |
| Peru                                             | Leticia del Pilar Rivera Vergara    | -                         | -                                  | MI2003        |
| Puerto Rico                                      | Dignelis Taymi Jiménez Hernandez    | -                         | -                                  | -             |
| Skócia                                           | Sarah Finlay                        | -                         | -                                  | -             |
| Spanyolország                                    | Alejandra Echevarría Pedrajas       | Miss Fire (4. helyezett)  | -                                  | -             |
| Svájc                                            | Graziella Rogers                    | -                         | Miss Friendship                    | -             |
| Svédország                                       | Giulia Simone Olsson                | -                         | -                                  | -             |
| Szamoa                                           | Varuna Curry                        | -                         | -                                  | -             |
| Szerbia                                          | Dijana Milojkovic                   | -                         | -                                  | -             |
| Szingapúr                                        | Valerie Lim                         | TOP16                     | -                                  | -             |
| Szlovákia                                        | Lea Sindlerova                      | -                         | -                                  | -             |
| Szlovénia                                        | Maja Jamnik                         | -                         | -                                  | -             |
| Szudán (Dél-Szudán)                              | Aheu “Mary” Deng Kudum              | -                         | -                                  | -             |
| Tajvan                                           | Wen Chen-Yi                         | -                         | -                                  | -             |
| Tanzánia                                         | Evelyne Almasi                      | -                         | Best National Costume              | -             |
| Thaiföld                                         | Rujinan Phansreetum                 | TOP8                      | -                                  | -             |
| Tonga                                            | Mary Greatz                         | -                         | -                                  | -             |
| Törökország                                      | Gozde Zay                           | -                         | -                                  | -             |
| Turks- és Caicos-szigetek                        | Alison Capron                       | -                         | -                                  | -             |
| Új-Zéland                                        | Catherine Irving                    | -                         | -                                  | -             |
| Ukrajna                                          | Karina Golovata                     | -                         | -                                  | -             |
| USA                                              | Amy Diaz                            | -                         | -                                  | -             |
| Venezuela                                        | Jessica Cristina Barboza Schmidt    | Miss Water (3. helyezett) | -                                  | -             |
| Wales                                            | Dominique Dyer                      | -                         | -                                  | -             |

Visszalépett
- Bolívia Noemi Dominique Rosa Peltier De Liotta (MU2009)
- Bosznia-Hercegovina Lejla Adrovic
- Horvátország Vinka Groseta
- Curaçao Amada Beatrix Hernandez
- Etiópia Genet Denboba Ogeto
- Kazahsztán Inessa Nazarova
- Malawi Queen Christie Tiembo
- Románia Roxana Ilie
- Vietnám Truong Thi May
- Zambia Esther Sitali Banda

Kizárták
- Botswana Tumisang Sebina (túl alacsony)

## 2010
| Ország                     | Név                                        | Elért helyezés | Különdíj | Más versenyen       |
| Anglia                     | Sandra Marie Lees                          | -              | -        | -                   |
| Ausztrália                 | Kelly Louise Maguire                       | -              | -        | MI2009              |
| Bahama-szigetek            | Aquelle Plakaris                           | -              | -        | -                   |
| Belgium                    | Jessica Van Moorleghem                     | -              | -        | -                   |
| Bolívia                    | Yovana O’Brien Méndez                      | -              | -        | -                   |
| Bosznia-Hercegovina        | Ema Golijanin                              | -              | -        | -                   |
| Botswana                   | Onalenna Gaopalelwe                        | -              | -        | -                   |
| Brazília                   | Luiza Lopes                                | -              | -        | -                   |
| Chile                      | Pamela Soprani Reyesi                      | -              | -        | -                   |
| Csehország                 | Carmen Justova                             | -              | -        | -                   |
| Costa Rica                 | Allyson Alfaro                             | -              | -        | -                   |
| Curaçao                    | Norayla Francisco                          | -              | -        | -                   |
| Dánia                      | Sandra Vester                              | -              | -        | -                   |
| Dél-afrikai Köztársaság    | Nondyebo Dzingwa                           | -              | -        | -                   |
| Dominikai Köztársaság      | Wisleidy Osorio                            | -              | -        | -                   |
| Ecuador                    | Jennifer Stephanie Pazmino                 | -              | -        | MI2008, középdöntős |
| Egyiptom                   | Dosa Hakam Al-Malla                        | -              | -        | -                   |
| Salvador                   | Sarai Calderon                             | -              | -        | -                   |
| Észak-Írország             | Judith Keys                                | -              | -        | -                   |
| Franciaország              | Christelle Demaison                        | -              | -        | -                   |
| Francia Polinézia (Tahiti) | Mihiatea Ruta                              | -              | -        | -                   |
| Fülöp-szigetek             | Kris Psyche Resus                          | -              | -        | -                   |
| Ghána                      | Golda Dayi                                 | -              | -        | -                   |
| Grúzia                     | Taliko Shubitidze                          | -              | -        | -                   |
| Guadeloupe                 | Maite Elso                                 | -              | -        | -                   |
| Guam                       | Naiomie Jean Santos                        | -              | -        | -                   |
| Guatemala                  | Sue Ellen Castaneda Herrera                | -              | -        | -                   |
| Guyana                     | Soyini Fraser                              | -              | -        | -                   |
| Hollandia                  | Desiree van den Berg                       | -              | -        | MW és MU2010        |
| India                      | Nicole Faria                               | -              | -        | -                   |
| Írország                   | Alesha Gallen                              | -              | -        | -                   |
| Jamaica                    | Kai McDonald                               | -              | -        | -                   |
| Japán                      | Marina Kishira                             | -              | -        | -                   |
| Kajmán-szigetek            | Samantha Widmer                            | -              | -        | -                   |
| Kamerun                    | Essame Estelle Crescence                   | -              | -        | -                   |
| Kanada                     | Summer Anne Ross                           | -              | -        | -                   |
| Kenya                      | Miano Isabell Wangui                       | -              | -        | -                   |
| Kína                       | Ding Wen Yuan                              | -              | -        | -                   |
| Kolumbia                   | Diana Marin                                | -              | -        | -                   |
| Dél-Korea                  | Lee Gui-joo                                | -              | -        | -                   |
| Koszovó                    | Morena Taraku                              | -              | -        | -                   |
| Krími Autonóm Köztársaság  | Anastasiya Sienina                         | -              | -        | -                   |
| Lengyelország              | Beata Polakowska                           | -              | -        | -                   |
| Lettország                 | Eva Caune                                  | -              | -        | -                   |
| Libanon                    | Jihane Lehme                               | -              | -        | -                   |
| Luxemburg                  | Lauretta Bardoniqi                         | -              | -        | -                   |
| Madagaszkár                | Alexandra Randrianarivelo                  | -              | -        | -                   |
| Malajzia                   | Rowena Appey                               | -              | -        | -                   |
| Málta                      | Christine Mifsud                           | -              | -        | -                   |
| Martinique                 | Christine Garcon                           | -              | -        | -                   |
| Mauritius                  | Anne-Lise Ramooloo                         | -              | -        | -                   |
| Mexikó                     | Claudia Lopez Mollinedo                    | -              | -        | -                   |
| Mongólia                   | Bayaarkhuu Gantogoo                        | -              | -        | -                   |
| Németország                | Reingard Hagenmann                         | -              | -        | -                   |
| Nepál                      | Sahana Bajracharya                         | -              | -        | -                   |
| Nicaragua                  | Julieth Rosales                            | -              | -        | -                   |
| Nigéria                    | Inarah Antonia Isaiah                      | -              | -        | -                   |
| Norvégia                   | Iman Kerigo                                | -              | -        | -                   |
| Olaszország                | Ilenia Arnolfo                             | -              | -        | -                   |
| Oroszország                | Victoria Schukina                          | -              | -        | -                   |
| Panama                     | Nicolle Morrell                            | -              | -        | -                   |
| Peru                       | Silvana Vasquez Monier                     | -              | -        | -                   |
| Puerto Rico                | Yeidy Bosques                              | -              | -        | -                   |
| Románia                    | Andreea Dorobantiu                         | -              | -        | -                   |
| Skócia                     | Cora Buchanan                              | -              | -        | -                   |
| Srí Lanka                  | Dilrufa Mohamed                            | -              | -        | -                   |
| Svájc                      | Liza Andrea Kuster                         | -              | -        | -                   |
| Szamoa                     | Faaselega Oloapu                           | -              | -        | -                   |
| Szerbia                    | Tijana Rakic                               | -              | -        | -                   |
| Szingapúr                  | Maricelle Rani Wong                        | -              | -        | -                   |
| Szlovákia                  | Tímea Szaboová                             | -              | -        | -                   |
| Szlovénia                  | Ines Draganovic                            | -              | -        | -                   |
| Szudán (Dél-Szudán)        | Atong de Mach                              | -              | -        | -                   |
| Tajvan                     | Liu Hsing-Jung                             | -              | -        | -                   |
| Tanzánia                   | Rose Shayo                                 | -              | -        | -                   |
| Thaiföld                   | Watsaporn Wattanakul                       | -              | -        | -                   |
| Tonga                      | Glena Lavemai                              | -              | -        | -                   |
| Törökország                | Dondu Sahin                                | -              | -        | -                   |
| Új-Zéland                  | Lisa Davids                                | -              | -        | -                   |
| Ukrajna                    | Okelsandra Nikitina                        | -              | -        | -                   |
| USA                        | Danielle Bounds                            | -              | -        | -                   |
| Venezuela                  | Mariángela Haydée Manuela Bonanni Randazzo | -              | -        | -                   |
| Vietnám                    | Luu Thi Diem Huong                         | -              | -        | -                   |
| Wales                      | Louise Hinder                              | -              | -        | -                   |

Visszalépett
- Magyarország Kaló Jennifer

## Külső hivatkozások
- Miss Earth hivatalos honlap
- Pageantopolis képekkel